# Kurt Goldstein
Kurt Goldstein (Katowice, 1878-Nova York, 1965) va ser un psiquiatre i neuropsicòleg d'origen prussià.
Va néixer el 6 de novembre de 1878 a la província de Silèsia, en un territori situat actualment al sud de Polònia, en una família jueva nombrosa de nou germans.
Va dirigir el departament de neurobiologia de l'hospital de Frankfurt. El 1935, es va traslladar als Estats Units. Va ser influït per l'Escola de la Gestalt, defensant la teoria que l'organisme funciona com un tot i la totalitat. Cada lesió cerebral provoca un trastorn determinat i és la reacció general de l'organisme la que permet comprendre el símptoma. Es va destacar per les seves investigacions sobre les afàsies i com a autor de la seva obra principal Der Aufbau des Organismes o L'estructura de l'organisme (1934).